# Alfred (New York)
Pour les articles homonymes, voir Alfred.
Alfred est une ville (town) située au nord-est du comté d'Allegany, dans l'État de New York, aux États-Unis,. En 2020, elle comptait une population de 4 896 habitants, estimée au 1er juillet 2021 à 4 880 habitants. La ville est fondée en 1807 et incorporée en 1881.

## Démographie
Lors du recensement de 2020, la ville comptait une population de 4 896 habitants. Elle est estimée, en 2021, à 4 880 habitants.